# Раценская, Маргарита Карловна
Маргарита Карловна Раценская (24 июня 1913 — 11 февраля 2005) — советская планеристка, первая лётчица — заслуженный мастер спорта СССР по планёрному спорту.

## Биография

### Лётная карьера
В 1932 году окончила Высшую лётно-планёрную школу. Участвовала во Всесоюзных слётах планеристов, проходивших в Коктебеле, а также в авиационных праздниках в Тушино во главе группы лётчиков-планеристов. В 1957—1974 годах была председателем Всесоюзной планерной секции Центрального аэроклуба (ЦАК).
Судья всесоюзной (1951) и международной категорий. Установила ряд всесоюзных рекордов по продолжительности полётов на планёрах.
Согласно мемуарам генерала Каманина, выступала с докладом на праздновании 40-летия планерного спорта в гостинице «Юность».

### Смерть
Маргарита Карловна Раценская жила в Москве. Она умерла в 2005 году, похоронена на Новодевичьем кладбище рядом с мужем.

### Семья
Муж — Сергей Николаевич Анохин, лётчик-испытатель, Герой Советского Союза. В браке родились сын и две дочери.

## Награды и звания
- Ордена Красной Звезды и Знак Почёта, медали
- Заслуженный мастер спорта СССР